# ديف لاينغ
ديف لاينغ (بالإنجليزية: Dave Laing)‏ هو مؤرخ موسيقى ‏ وصحفي بريطاني، ولد في 9 يناير 1947 في رويال تونبريدج ولز ‏ في المملكة المتحدة، وتوفي في 7 يناير 2019.